# Cypria lacustris
Cypria lacustris är en kräftdjursart. Cypria lacustris ingår i släktet Cypria och familjen Cyprididae. Inga underarter finns listade i Catalogue of Life.